# Драгомир Казаков
Драгомир Костов Каза̀ков е български драматичен актьор, режисьор и певец, баритон. Един от основателите на оперното дело в България.

## Биография
Роден е в Тулча на 8 август 1866 г. Гимназиалното си образование завършва в Болградската гимназия. От 1886 до 1890 г. учи в оперната школа и в певческия клас на Консерваторията в Прага. Той е сред основателите на Столичната драматична оперна дружба и директор от 1890 до 1892 г. През 1893 г., след разформироването на дружбата, е директор на театър „Сълза и смях“. От 1894 до 1899 г. е учител по пеене в Софийската девическа гимназия. Между 1899 и 1902 г. специализира пеене в Петербург. През 1908 – 1914 г. е баритон в Българската оперна дружба, изпълнява баритонови партии от лиричния и лирико-спинтовия репертоар. Почива на 22 септември 1948 г. в София.

## Творчество
Драгомир Казаков е автор на книгата „Материали по история на Народния театър и опера“, издадена през 1930 г.